# Allameh Tabatabaei
Allameh Seyyed Mohammad Hossein Tabatabaei, född 1892 i Tabriz, Persien, död 1981 i Teheran, var en iransk ledande traditionell muslimsk lärd och prominent filosof. Han var författare till ett hundratal böcker om religion och islamisk filosofi. Han är mest berömd för sin korankommentar Tafsir al-Mizan. 
Tabatabaei var en av Irans främsta auktoriteter på Mulla Sadras filosofi. Under 1970-talet höll Tabatabaei filosofiska diskussioner med den franske filosofen Henry Corbin och den persiske filosofen Seyyed Hossein Nasr.